# تشيليون
تشيليون (بالإسبانيَّة: Chilenos) أو تشيليانيون وهُم مواطني دولة تشيلي من الذين يحملون جنسيتها والذين يتصلون بالدولة سكنياً أو قانونياً أو تاريخياً أو ثقافياً. بالنسبة لمعظم التشيليين، تُشكل هذه الروابط بشكل أو بآخر مصدر هويتهم الشيلية. تشيلي هي مجتمع متعدد اللغات ومتعدد الثقافات، وهي موطناً لأناس من مختلف الأعراق والأديان. ولذلك، لا يساوي الكثير من الشيليين جنسيتهم مع العرق أو الإثنية، ولكن مع المواطنة والولاء لشيلي. والأغلبية الساحقة من الشيليين هي نتاج درجات متفاوتة من الاختلاط بين الجماعات الإثنية الأوروبية (غالبيتهم من الإسبان) مع الشعوب الأمريكية الأصلية في أراضي شيلي الحديثة.
على الرغم من أن الاختلاط بين الأوروبيين والشعوب الأمريكية الأصلية واضح بين جميع الشرائح الاجتماعية في تشيلي، هناك علاقة قوية بين نسبة المكونات الجينية الأوروبية والشعوب الأمريكية الأصلية والظروفه الاجتماعية والاقتصادية. وهناك استمرارية ملحوظة موجودة بين الطبقات الدنيا المكونة بشكل أساسي من الشعوب الأصلية والطبقات العليا المكونة بشكل رئيسي من السكان ذوي الأصول الأوروبية. ويتكلم أغلَبَهُم اللغة الإسبانية حيث كانت تشيلي مُستَعمَرةْ إسبانية ويَبلُغ عدَدَهُم حوالي 18 مليون منهم 17 مليون يعيشون في تشيلي، وأغلب التشيليون ممن ينحدرون من أصول أوروبية هم من أصول إسبانية وألمانية وبريطانية وفرنسية ويونانية وكرواتية وإيطالية، مع تواجد محدود للسكان ذوي الأصول الفلسطينية. الغالبية العظمى من مواطني تشيلي يعرُّفون أنفسهم على أنهم مسيحيون، خصوصاً على المذهب الروماني الكاثوليكي، بالإضافة إلى أقلية بروتستانتية ولادينية.
على الرغم من أن غالبية التشيليين يقيمون في شيلي، فقد نشأت جاليات بأعداد كبيرة في العديد من البلدان، منها المتواجدة بصورة ملحوظة في الأرجنتين، والولايات المتحدة، وأستراليا وكندا وبلدان الاتحاد الأوروبي. وعلى الرغم من محدودية العدد، فإن الشعب التشيلي يشكل أيضًا جزءًا كبيرًا من السكان الدائمين في القارة المتجمدة الجنوبية وجزر فوكلاند.